# Hetty Ladis Regina Bertoldi de Pomar
Hetty Ladis Regina Bertoldi de Pomar (Sunchales, provincia de Santa Fe, Argentina, 4 de mayo de 1924-Santa Fe, 17 de junio de 2020) fue una geóloga argentina, una de las primeras del país, y pionera en la aplicación de los análisis fitolíticos en Argentina.

## Formación y vida personal
Realizó sus estudios iniciales en la Escuela Florentino Ameghino de Sunchales en la Provincia de Santa Fe, y los secundarios en el por entonces llamado Liceo Nacional de Señoritas de Santa Fe (Colegio Dr. Victoriano Montes), del cual egresó en 1942.
En lo que respecta a su educación superior, realizó sus estudios de grado en la Escuela de Geología de la Facultad de Ciencias Exactas, Físicas y Naturales de la Universidad Nacional de Córdoba (FCEFyN, UNC) entre 1943 y 1947, obteniendo el título en Geología, siendo una de las primeras egresadas de la Argentina en esa disciplina..
Durante los siguientes años, y como parte de sus estudios de posgrado en la misma universidad, realizó su tesis doctoral llamada Contribución al conocimiento de la laguna Mar Chiquita, Córdoba, que finalmente presentó en 1953 para optar al título de Doctora en Ciencias Naturales (Especialidad Mineralogía y Geología), (actualmente Doctorado en Ciencias Geológicas de la FCEFyN, UNC).
Durante su periodo de trabajo en las distintas secretarías y direcciones de la provincia de Santa Fe conoció a Francisco Pomar, un ingeniero que se convertiría en su esposo en agosto de 1948, y quien colaboraria en muchos de sus proyectos. Juntos tuvieron tres hijos.

## Carrera profesional
En 1947 comenzó a trabajar en el  Ministerio de Producción, Ciencia y Tecnología de la provincia de Santa Fe (en ese entonces llamada Secretaría de Agricultura, Ganadería e Industrias), en los puestos de Asistente técnico, Jefe de Laboratorio y finalmente Jefe de Departamento de Geología y Minería, hasta el año 1956, y posteriormente en el Ministerio de Hacienda, Economía e Industrias de la provincia de Santa Fe, hasta 1967.
Fue durante este lapso en que además de su tarea de tesis doctoral, realizó investigaciones en mineralogía de suelos (1947-1956) y en sedimentología de depósitos continentales (1958-1967), realizando relevantes aportes al conocimiento de las fracciones gruesas de los minerales edafógenos de los suelos de la provincia, como de la hidrología subterránea y, a partir de 1958, de petrología y micropaleontología de los sedimentos continentales que conforman el sustrato del territorio provincial. 
Durante este último periodo, y como parte de sus actividades en la Dirección de Química Agrícola y Edafología, conoció al Dr. Joaquín Frenguelli, quien le insistiría en la necesidad de estudiar las “partículas de sílice organizada”, que él ya había observado en loess y sedimentos pampeanos, y comunicado en 1930. En los siguientes años se convirtió en pionera y en una prolífica investigadora en el mundo de los estudios fitolíticos donde entre 1969 y 1983 investigó los aspectos metodológicos de esta disciplina, y la presencia de fitolitos en los vegetales y en distintos tipos de depósitos sedimentarios.
Entre 1954 y 1969, Bertoldi de Pomar también ejerció la docencia en el Instituto del Profesorado Básico de Santa Fe de la Universidad Nacional del Litoral, desempeñándose como profesora titular por concurso en las cátedras de Geología General, Mineralogía General, Mineralogía Sistemática y Petrología. Por otra parte, y ante la necesidad que observó de la falta de especialistas con formación científica en los estudios de suelo, junto al Dr. Antonio Pocoví, presentó ante las autoridades del gobierno de la provincia de Santa Fe el proyecto para la creación de una Escuela Superior de Edafología, en el 1962. En 1964, por el Decreto Provincial N.º 03479/64, se creó la Escuela Técnica de Suelos ”Dr. Hugh Hammond Bennett”, dependiente de la Dirección General de Suelos y Química Agrícola del Ministerio de Agricultura y Ganadería de la provincia de Santa Fe, la cual a partir de abril de 1967 se convertiría en la Facultad de Edafología de la Universidad Católica de Santa Fe, única de la especialidad en el país y en Sudamérica. En esa Casa de Altos Estudios, entre 1967 y 1971, fue profesora de las cátedras de Geología y de Petrología de suelos.
Fue nombrada delegada para la Provincia de Santa Fe de la Primera Sociedad Argentina de Mineralogía (1960-1961), Secretaria del Comité de Mineralogía de la Comisión Permanente de la Asociación Argentina de Ciencias del Suelo (1967-1968), Delegada para Santa Fe de la Asociación Geológica Argentina (1972-1979) y del Centro Argentino de Geólogos (1976-1979). A su vez, fue Secretaria de la Mesa Redonda de Mineralogía de Suelos, organizada por la Asociación Argentina de la Ciencia del Suelo, en Santa Fe (1968), Presidente de la Comisión VIII - Mineralogía de suelos de la Quinta Reunión Argentina de la Ciencia del Suelo en Santa Fe (1969) y Vicepresidente de la Comisión Número 3 Enfoque geográfico, Geopolítico e Hídrico, del Congreso sobre la Región Litoral en Santa Fe (1978). 
En 1960 formó parte del grupo de diferentes actores del ámbito de las Ciencias Naturales que fundaron la Asociación de Ciencias Naturales del Litoral, en donde se desempeñó en distintas funciones tales como Vocal, Secretaria de actas, Tesorera y Revisora de cuentas hasta 1972, momento en que tomó el cargo de Presidenta de la Asociación hasta el 18 de abril de 1997. Posteriormente sería nombrada Presidenta honoraria.
Durante su carrera científica publicó numerosas investigaciones sobre los sedimentos del río Paraná.

## Estudios fitolíticos
En 1968 ingresó al Consejo Nacional de Ciencia y Técnica (CONICET) como profesional principal, y luego como Investigadora Independiente, en el Instituto Nacional de Limnología (INALI), en la ciudad de Santo Tomé de la provincia de Santa Fe (Argentina). Sus investigaciones se orientaron hacia las Ciencias Naturales abarcando temas limnológicos, paleontológicos y botánicos, sumado a sus estudios sedimentarios y mineralógicos, en su mayoría en torno al análisis de silicofitolitos. Realizó una serie de contribuciones entre 1969 y 1983, no solo con investigadores nacionales sino también vinculándose con los especialistas internacionales como George Baker (de Australia), D. Wynn Parry y Frank Smithson (de Inglaterra), P.N. Mehra (de la India), investigadores especializados en contenido fitolítico de suelos y su vegetación tales como F.C Lanning, L.H.P. Jones, K.A. Handreck, A.A. Milne, A.H. Beavers, I. Stephen, entre otros, con Luiz G. Labouriau (de Brasil), Irwin Rovner (de Carolina del Norte, E.U.A.) Josette Taugourdeau-Lantz (de Francia), Renzo Kondo (de Japón), y los paleobotánicos canadienses P. L. Binda y S.K. Srivastava, muchos de los cuales son considerados en la actualidad como los impulsores de la fitolitología en distintos países.
Logró potenciar sus contribuciones a través de la publicación de trabajos de síntesis más completos en los cuales iría compendiando e interpretando los conocimientos adquiridos, tanto en lo que respecta específicamente a los fitolitos, como a lineamientos metodológicos apropiados para la preparación y procesamiento en laboratorio de sedimentos clásticos, para su posterior observación al microscopio óptico. Sus trabajos centrados en fitolitos ya comprendían una síntesis de conocimientos y metodologías botánicas, pedológicas, geológicas y limnológicas, enriquecida con el aporte realizado por especialistas con los cuales tenía fluidas consultas.
Su Ensayo de clasificación morfológica de los silicofitolitos contempla los fitolitos de gramíneas, ciperáceas, equisetáceas, arecáceas y podostemáceas, a los que aplicara a la interpretación de las asociaciones fitolíticas halladas en los sedimentos de la llanura santafesina, sedimentos de fondo de la laguna Guadalupe, sedimentos de los cauces fluviales correntinos y en sedimentos continentales provenientes de varias localidades ubicadas en diferentes puntos del territorio argentino, tales como la llanura de inundación del río Paraná, suelos de la llanura de Santa Catalina (Corrientes), suelos de monte en Riachuelo (Corrientes), sedimentos de fondo del lago Mascardi (provincia de Río Negro), turba del Cuaternario superior de Infiernillo, departamento de Tafi (provincia de Tucumán) y sedimentos del cauce del río Paraguay. Logró avances significativos como compendiar metodologías utilizadas en el procesamiento de sedimentos clásticos para su observación al microscopio óptico y publicar su trabajo Los silicofitolitos. Sinopsis de su conocimiento, una de las contribuciones de síntesis más importante en el estudio de fitolitos de ese momento y que posteriormente serviría de referencia para muchos investigadores en América Latina.

## Retiro
El 30 de agosto de 1984 Bertoldi de Pomar se retiró de la actividad como investigadora del CONICET obteniendo su jubilación. De ninguna manera esto significó su retiro de la actividad dedicada a la Asociación de Ciencias Naturales del Litoral, como a sus estimados silicofitolitos; así, prosiguió con sus aportes y colaboraciones en algunos trabajos que le permitieron culminar con la publicación de parte de la vasta información generada en sus anteriores tareas. 
En 1995, participó de los estudios contratados por Agua y Energía Sociedad del Estado a la Facultad de Edafología de la Universidad Católica de Santa Fe, para el área destinada a la por entonces proyectada Nueva Capital Federal en Viedma-Carmen de Patagones, en la que se hizo cargo de la caracterización mineralógica y silicofitolitológica de los sedimentos que conforman el área. 
A pesar de estar jubilada siguió colaborando con becarios, tesistas y pasantes, continuando con el dictado de cursos y conferencias, así como comprometiendo su presencia en cuanto encuentro y jornada sobre investigaciones fitolíticas se realizara en cualquier punto del territorio argentino.
Participó como organizadora y expositora en el Primer Encuentro Argentino de Investigaciones Fitolíticas realizado en 1999 en Diamante, Entre Ríos. Sería elegida como Presidenta Honoraria en los eventos de 2001 en Mar del Plata y en 2005 en Tafí del Valle.
Falleció el 17 de junio de 2020, en la ciudad de Santa Fe.

## Contribuciones
- Bertoldi de Pomar, H. 1953. Contribución al conocimiento del origen de la laguna Mar Chiquita de la Provincia de Córdoba. Tesis doctoral. Universidad Nacional de Córdoba, Facultad de Ciencias Exactas, Físicas y Naturales. Córdoba.
- 1955. Las aguas subterráneas en la provincia de Santa Fe: Ideas generales sobre su calidad y distribución. Pub. Div. Secr. Agr. y Ganad. e Industrias. Santa Fe. Imprenta de la Provincia. 21 p.
- 1956. Estudio mineralógico de 10 perfiles de suelos del Departamento 9 de Julio. Santa Fe. Inf.Técn. Inédito. Min. Agric.Ganad. Santa Fe.
- 1960. Características hidrológicas de la provincia de Santa Fe. Revista Minera, 25 (1/2): 12-20.
- 1961. Algunas consideraciones acerca de la composición mineralógica de las arenas de la provincia de Santa Fe. Primera Reunión de Trabajos y Comunicaciones de Ciencias Naturales y Geografía del Litoral Argentino. Instituto del Profesorado Básico de la Universidad Nacional del Litoral: 91-104. Santa Fe.
- 1962a. Sobre la composición mineralógica de algunos suelos del norte santafesino. Museo de Ciencias Naturales “Florentino Ameghino”. Anales, 1 (3): 77-84.
- 1962b. Algunas consideraciones sobre la composición mineralógica de las arenas de la Prov. de Santa Fe. Dir.Gral.Rec.Nat., Min. Agric. y Ganad. Santa Fe. Pub.Técn. N° 7.
- 1965. Estudio minoeralógico y micropaleontológico de cinco perforaciones de la cuña boscosa. Depto. Vera, Prov, de Santa Fe, Informe técnico presentado en 1965. Datos utilizados en Promoción económica del Norte Santafesino, Área piloto, Cuña Boscosa. Estudios Técnicos: 113-117, Min. Agr. y Ganad. Santa Fe, 1971.
- 1968. Petrología de algunos sedimentos superficiales de la provincia de Santa Fe. Terceras Jornadas Geológicas Argentinas: 25-48.
- 1969a. Notas preliminares sobre la distribución de los minerales edafógenos en la provincia de Santa Fe. V Reunión Argentina de la Ciencia del Suelo, Actas: 716-726.
- 1969b. La micropaleontología continental en los estudios edafológicos. V Reunión Argentina de Ciencias del Suelo, Actas: 727-730.
- 1969c. Partículas de sílice organizadas en sedimentos pampeanos de la llanura santafecina. IV Jornada Geológica Argentina, Actas. Mendoza.
- 1970a. Caracterización micropaleontológica de sedimentos y suelos aluviales del Paraná Medio. II Jornadas de la Cuenca del Plata, Santa Fe.
- 1970b. Fitolitos y zoolitos. Su significado geológico en sedimentos continentales. Asociación Geológica de Córdoba, Boletín 1(1): 21-31.[8]
- 1970b. Caracterización micropaleontológica de sedimentos y suelos aluviales del Paraná Medio. II Jornadas de la Cuenca del Plata, Santa Fe.
- 1971a. Ensayo de una clasificación morfológica de los silicofitolitos. Ameghiniana 8 (3-4): 317-328.[8]
- 1971b. Colaboración en Informe preliminar sobre las investigaciones limnológicas de la cuenca del río Manso y lago Mascardi, Río Negro .Ed. A. Bonetto, W. Dioni y P. Depetris. Dpto. Rec. Nat. y Energía. Fund. Bariloche. Publ. Nro 4.
- 1972. Ópalo organógeno en sedimentos superficiales de la llanura santafecina. Ameghiniana 9 (3): 265-279.[8]
- 1973a. Crisostomatáceas en sedimentos de fondo de la laguna Guadalupe. Asociación de Ciencias Naturales del Litoral, Revista 4: 73-86.[10]
- 1973b. Acerca del canalículo axial en espongolitos silíceos. Rev. Asoc. Cienc. Nat. Litoral, 4:167-176.[11]
- 1973c. Colaboración en Estudios Limnológicos de la cuenca del Futaleufú. Informe Técnico del INALI, presentado a Agua y Energía de la Nación.
- 1974. Silicobiolitos en sedimentos de cauce fluviales correntinos. I Congreso Argentino de Paleontología y Bioestratigrafía, Actas: 633-639.[8]
- 1975 Los silicofitolitos: Sinopsis de su conocimiento. Darwiniana, 19 (2-4): 173-206.[12][8]
- 1976 Métodos de preparación de sedimentos clásticos para su estudio microscópico. I. Tratamientos previos. Asociación de Ciencias Naturales del Litoral, Revista 7: 1- 55.[13][8]
- 1979. Sedimentología de las arenas del cauce del Río Paraguay. I: Caracteres texturales. Asociación de Ciencias Naturales del Litoral, Revista, 10: 1-12.
- 1980a. Sedimentología de las arenas del cauce del río Paraguay. II. Composición mineralógica. Asociación de Ciencias Naturales del Litoral, Revista, 11: 101-124.[14]
- 1980b. Campaña limnológica “Keratella I” en el río Paraná Medio. Sedimentos de fondo. Ecología, 4: 31-43.
- 1980c. Análisis comparativo de silicobiolitos de diversos sedimentos continentales argentinos. Asociación Geológica Argentina, Revista 35(4): 547-557.[8]
- 1983 Silicobiolitos en sedimentos del cauce del Río Paraguay. Asociación de Ciencias Naturales del Litoral, Revista 14 (1): 53-62.[15][8]
- 1984a. Estudios limnológicos en una sección transversal del tramo medio del río Paraná. III. Componentes sólidos transportados en suspensión. Asociación de Ciencias Naturales del Litoral, Revista, 15: 21-46.[16]
- 1984b. Estudios limnológicos en una sección transversal del tramo medio del río Paraná. V. Caracteres texturales de los sedimentos de fondo. Asociación de Ciencias Naturales del Litoral, Revista, 15: 57-78.
- 1988. Evocación de un sabio. Asociación de Ciencias Naturales del Litoral, Revista, 10 (1): 1-12.
- 1999. Propuesta de nomenclatura para nuevos morfotipos de silicofitolitos (Insertae Sedis). Ameghiniana 36 (4) Suplemento, Resúmenes: 40R.
- 2002. Los estudios fitolíticos en argentina durante las pasadas décadas. Segundo Encuentro Argentino de Investigaciones Fitolíticas, Actas: 24-26.
- 2004. Ing. Federico Emiliani (13 de julio de 1944 – 9 de octubre de 2004). Natura Neotropicalis, 34-35(2003-2004): 6 y 14. ProBiota, FCNyM, UNLP, Serie Documentos  2(II): 64-66.
- Bertoldi de Pomar, H. y De Orellana J. 1969. Introducción al estudio de los suelos isleños del Paraná Medio. V Reunión Argentina de la Ciencia del Suelo, Actas: 417-421.
- Bertoldi de Pomar, H. y Passeggi E. 1999. Silicofitolitos: Evaluación de la Recopilación Bibliográfica. Ameghiniana 36 (4) Suplemento, Resúmenes: 40R.
- Bertoldi de Pomar, H. y Tur N. M. 1970. Células silicificadas en gramíneas acuáticas. Asociación de Ciencias Naturales del Litoral, Revista 1: 17-18.[8]
- Bertoldi de Pomar, H., Copes, C., Ezcurra de Drago, I. y Marchese M.. 1986. Características Limnológicas del Río Paraná y sus Principales Tributarios en el Tramo Goya-Diamante. Los Sedimentos de Fondo y su Fauna. Asociación de Ciencias Naturales del Litoral, Revista 17 (1): 79-97.[17]
- Passeggi, E. y Bertoldi de Pomar H. 1991. Estudios limnológicos en una sección transversal del tramo medio del Río Paraná: XV - Concentración de minerales pesados en sedimentos de fondo y posibles factores condicionantes. Asociación de Ciencias Naturales del Litoral, Revista 22 (1): 41-53.
- Zucol, A. F., Bertoldi de Pomar, H., Osterrieth, M. y M. Brea. 1999. Análisis fitolíticos: recopilación bibliográfica, Primer Encuentro Argentino de Investigaciones Fitolíticas, Actas: 16-70.